# “被”字句式
“被”字句式是中国网络上频频出现的句式，其形態為“被××”，例如“被自杀”、“被失踪”、“被自愿”、“被就业”等。从语法的角度而言，自杀、失踪、自愿、就业等词语是不及物动词或者形容词，本表示人们主动地、自发地采取行动或者达到某种状态，而前面加上一个“被”字则属于语法错误。但在这些词句中，加入“被”表示主语人没有实际行动或意愿，或没有实际达到某种状态，而掌握话语权的当局、媒体等强行表示已经进行了动作或达到了状态，表达了对荒谬事件虚假或笨拙宣传的讽刺。

## “被”字句式例子
- 被就业：一名西北政法大学毕业生说，在他毫不知情的情况下，学校就替他与某公司签订了就业协议书，而他连这家公司听都没听说过。这就是“被就业”一说的来源[1]。

- 被自愿：重庆市某小学要孩子们交9000元“教师节慰问金”，引起家长不满。然而，县教育局局长却说，此费系家长“自愿”缴纳。此举被称为“被自愿”。[2]

- 被小康：江苏南通市要进行小康达标情况调查，地方政府让受访民众按统一下发的标准答案回答。于是，生活在小康水平之下的群众，一夜之间就“被小康”了[3]。

- 被失踪：据报导，《网络报》记者关键在山西采访时神秘消失，家人报警求助，山西警方立案调查，并初步认定为“失踪”。然而14天之后，家属被告知，关键涉嫌受贿被警方刑事拘留了。[4]

- 被自杀：“被自杀”则源于曾多次揭发阜阳市官员违法占用耕地、修建豪华办公楼的举报人李国福在监狱医院内死亡一事。检察机关出具的调查结果显示，李国福属于自缢身亡，但是其家属不认可李国福自杀的结论。于是有了“被自杀”的说法[5]。

- 被認罪：眾多遭拘禁者均被迫依其要求「認罪」，如：銅鑼灣書店股東及員工失蹤事件中的林榮基於2015-2016年遭中國拘禁期間被迫拍攝「有導演、有台詞」的「認罪」片段。[6]關注中國維權運動的瑞典籍人權活動家彼得·達林於2016年被拘禁23天，接受日夜審問、不准睡覺、整夜不關燈等根據國際公約所認定的酷刑後被命令寫「悔過書」，還被迫在鏡頭前照著中方指定的不實文稿背誦。[7][8]2017年，BBC採訪團隊在中國湖南欲採訪上訪村民前遭數十名不明人士阻攔和攻擊，記者受傷，攝影器材遭砸毀扣押，並一路被持續追趕，還遭當地警方強迫簽下「認罪書」後才能離開。[9][10]

- 被死亡：河南省周口市郸城县，为截留上缴款虚报300老人死亡[11]

- 被叫雞：銅鑼灣書店股東及員工失蹤事件，吳亮星指自己收到短訊，稱銅鑼灣書店失蹤的五人到內地召妓被抓。[12]
- 被英雄、被烈士：2008年汶川大地震遇难教师谭千秋被广泛报道成因保护学生而牺牲的“英雄”和“烈士”，身后获得众多荣誉与高度评价。2010年，报道被揭作假，英雄事迹被指并不存在。[13]

- 被代表

- 被規劃：2011年，香港政府宣佈開始「環珠江口宜居灣區建設重點行動計劃」 諮詢，諮詢期只有1個月。輿論認為，這個關乎香港、澳門的重大規劃沒有充份諮詢港人、澳人，反而由大陸主導，故港澳是被規劃或被主導規劃。事件令人再度質疑「一國兩制」。[14]

- 被道歉：周子瑜国旗事件，2016年1月15日，周子瑜透過所屬事務所JYP，分別在微博及YouTube上載長達1分27秒的影片，影片中她親自表達「中國只有一個，海峽兩岸是一體的，我始終為自己是一個中國人而感到驕傲。」並向中国大陆網民道歉。對於有關片段，公眾普遍認為這並非周子瑜的真心話，指「這畫面子瑜看起來根本就是被恐怖份子逼在鏡頭前讀稿」。[15]

### 指被動或強迫進行或達到某一行動或狀態的用法
- 被消費：
  - 山寨手机内置自动收费程序 昆明用户“被消费”——雲南網[16]
  - 手機「被消費」，我們為何不生氣？——文匯報[17]
  - 港星張栢芝第二前分娩前被媒體報道知名攝影師Leslie Kee發佈四年前半裸照，媒體稱張栢芝被消費。[18]
  - 台灣演員范植偉重提與歌手王心凌的初戀隱私，外界認為范植偉藉此吸引大眾注意，媒體稱王心凌被消費。[19]
- 被塑膠：
  - 此為九年級生（民國九十年，西元2001年後出生的台灣青少年）所發明的流行語，意指被無視或被忽略的意思，原本為台語的「你把我當作是塑膠做的哦？」，後來引申為被當透明人，也就是被當作不存在之意。[20][21]。倘若在通訊軟體中說「被塑膠了」，就是指被對方不讀不回，被忽視的意思。若在通訊軟體中說「塑膠某人」就是指忽視那個人，也就是不讀不回他。[20]

## 评论
不少刊物和网络对“被”字句式的盛行发表了评论:
《国际先驱导报》说，被增長显示了“政府部门重建数据公信力的必要性”。
《现代快报》说，“被”字句式走红，“反映了当下时代许多普通人挥之不去的‘被动性’命运。”新华网的一篇文章则说，“被XX”成为一种现象，透着弱者的委屈与无奈。
香港政府在「環珠灣區」規劃假諮詢，《東方日報》發表評論說，港府 「甘居小弟位置，樂於被規劃、被主導、被代表、被發展、被幸福。一個「被」字，體現了港府無能為力，自甘墮落，亦折射出香港由盛而衰，走向沉淪」。
有人说“被”的这个用法时表示被强迫，但是这个解释并不到位。“被房奴”确实是“被强迫成房奴”的意思，但“被自杀”并不是“被迫自杀”的意思，因为大家都知道那其实是他杀，“被就业”也不是“被迫就业”，实际上是失业。所以“被××”实际的意思是“被说成是××”。这是言者故意把“说”字隐去，通过言与行的反差产生了强烈的修辞效果。“被”字的这种用法说明“被”字正在向言域义虚化，这种用法能否沉淀下来还需时间观察。

## 資料來源
- 网络新词讽刺中国官员造假 （页面存档备份，存于）

 本文全部或部分内容来自美国联邦政府所属的美国之音网站。根据版权条款（英文）和有关美国政府作品版权的相关法律，其官方发布的内容属于公有领域。